# Förtrycksperioderna i Finland

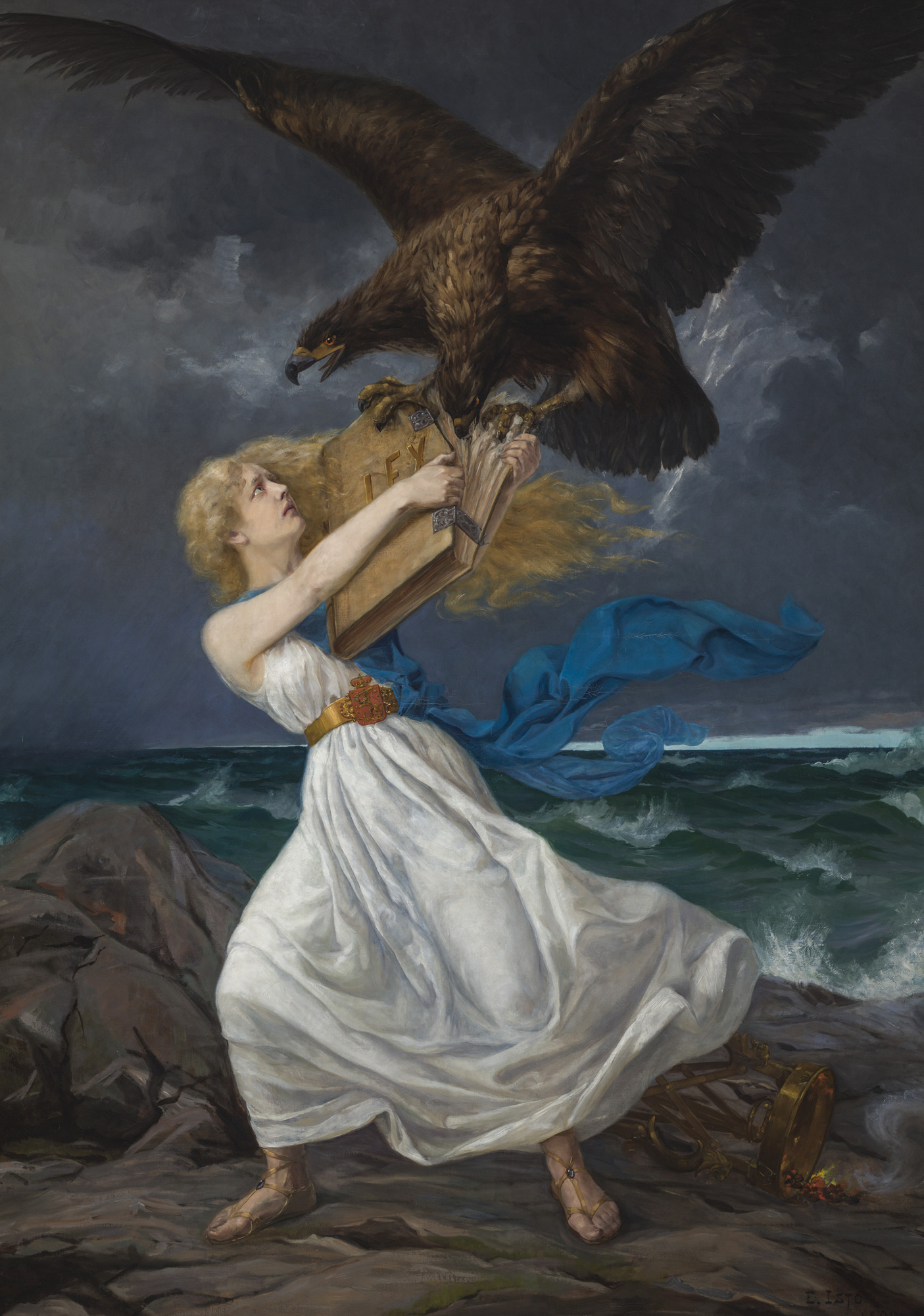
Edvard Istos målning Anfall (1899) där den "ryska örnen" angriper "Finlands jungfru".

Förtrycksperioderna i Finland ägde rum 1899–1905 och 1908–1917 och handlar om de förryskningskampanjer som Ryssland satte in i storfurstendömet Finland i och med februarimanifestet 1899. Den första förtrycksperioden (1899–1905) benämns traditionellt ofärdsåren.

## Bakgrund
Dess bakgrund är att söka dels i den internationella situationen, dels i den ryska inrepolitiska utvecklingen. Stormaktsställningarna höll på att skärpas i tecknet av kapprustningen och blockbildningen. Efter den kursändring som Wilhelm II genomfört efter Otto von Bismarcks fall upplevdes det tyska hotet i Sankt Petersburg som överhängande. Genom sin starka tyskorientering föreföll inte heller Sverige vara en helt pålitlig granne. Järnvägsbyggena i norra Finland och Sverige gjorde att Finland alltmer miste sin karaktär av skyddande buffertzon framför den ryska huvudstaden. Rysslands säkerhetsintressen kunde därför anses kräva att Finland underkastades skärpt kontroll.
Samtidigt steg nationalismens flodvåg i Ryssland liksom i andra stormakter. Panslavisterna hade förut varit västerländskt påverkade liberaler och därför kritiska mot tsardömet. Nu började de alltmer gripas av en mystisk tro på det heliga Rysslands överlägsenhet över det dekadenta Västerlandet och accepterade enväldet som en värdefull rysk institution. I samband därmed ökade deras politiska inflytande. Panslavismens blev en ideologi för storrysk expansionspolitik. Ett näraliggande mål blev en förryskning av de nationella minoriteterna som bodde inom tsardömet. Det var i enlighet med denna åskådning som ryska statsvetare började hävda att Finland endast var en erövrad svensk provins, vars särrättigheter inte vilade på någon annan rättsgrund än tsarens nåd och därför när som helst kunde indragas.

## Förtrycksperioderna

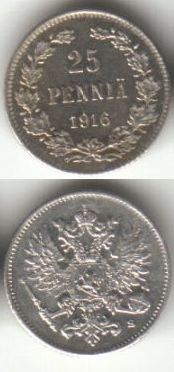
På den ena sidan av penni ser man den ryska dubbelörnen.

Under 1890-talet började denna förryskningsideologi ge utslag i form av konkreta politiska åtgärder i syfte att sammansmälta Finland med tsardömet. Till en början gällde det relativt oskyldiga frågor som post-, tull- och myntväsen. Men sedan Nikolaj Bobrikov 1898 blivit generalguvernör, skärptes den ryska politiken. År 1899 utfärdades det så kallade februarimanifestet, som innebar att lagar som var av vikt för det ryska imperiet i dess helhet skulle stiftas i rysk ordning. Det betydde att lantdagen endast skulle ha yttranderätt men att besluten skulle fattas av den enväldige tsaren. Förordningen innebar ett klart brott mot Finlands grundlagar, enligt vilka lantdagens samtycke krävdes för lagändringar. I Finland uppstod en våldsam förbittring. Nikolaj II, som vid sin tronbestigning lovat upprätthålla de finska grundlagarna, beskylldes för mened.
Ett nytt slag mot Finlands autonomi kom 1901, då tsaren utan hänsyn till lantdagens uppfattning utfärdade en ny värnpliktslag, som upplöste den finska nationella armén av 1878 och gjorde det möjligt att inkalla finska värnpliktiga till tjänstgöring vid ryska förband. Resultatet blev de mest omfattande uppbådsstrejkerna världshistorien dittills känt till.

### Kampen 1899–1905
Frågan om den rätta taktiken i den nationella försvarskampen blev under de följande åren den stora politiska vattendelaren i Finland. Striden kom i huvudsak att stå mellan undfallenhetsmännen, som i det längsta ville förstå och tillgodose de ryska önskemålen, och de konstitutionella som genom lydnadsvägran ville slå vakt om grundlagen och därmed autonomin. Ännu var det endast en politiskt betydelselös minoritet, de så kallade aktivisterna, som förordnade väpnat motstånd.
Goda skäl kunde anföras för både undfallenhetsmännens och de konstitutionellas ståndpunkter. Undfallenhetsmännen hade sin styrka i sin realistiska uppfattning av stormaktspolitiken. De försökte förstå de ryska säkerhetssynpunkterna och i viss mån anpassa sig efter dem för att inte en tragiskt ohjälplig situation skulle uppstå. Det är knappast en tillfällighet att landets främsta historiker stödde den ståndpunkten. Det bästa försvaret enligt gammalfinsk uppfattning bestod i att man slog vakt om det finska språket och därmed nationalandan. Vad det gällde var att överleva i väntan på ljusare tider. Förryskningspolitiken såg som något tillfälligt och snart övergående.
De konstitutionella å sin sida ställde sig trotsigt på rättens grund. I en nästan förnuftsoberoende förtröstan på att det rätta alltid segrar till slut vägrade de enständigt att lyda grundlagsvidriga påbud. De vågade inte hoppas på att den ryska offensiven var av övergående natur. 
Det passiva motståndet tog sig olika former. Masspetitioner inlämnades till tsaren. Den internationella opinionen mobiliserades till försvar för Finlands rätt. Ämbetsmän vägrade att kungöra och åtlyda grundlagsstridiga förordningar, värnpliktiga att inställa sig vid uppbåden. En hemlig kommitté, Kagalen, samordnade och ledde de olika motståndsaktionerna. 
Motståndet från finsk sida drev ryssarna vidare på den inslagna vägen och ledde till att författningen helt sattes ur spel. Bobrikov utrustades med diktatoriska befogenheter som bl.a. utnyttjades till att landsförvisa eller deportera motståndsmän. År 1904 kulminerade krisen. En aktivistorganisation organiserades för att förbereda väpnat uppror. Enstaka våldshandlingar ägde rum. En junidag mördades Bobrikov av studenten Eugen Schauman, som omedelbart efteråt begick självmord. De repressalier från rysk sida som många fruktat uteblev. I samband med storstrejken i det rysk-japanska krigets och den ryska revoltens kölvatten slog tsaren om i finska frågan. De på februarimanifestet byggda förordningarna återkallades på hösten 1905 med novembermanifestet, och lagligheten återställdes. Den gammalfinska senaten ersattes av en konstitutionalistisk. Året därpå genomfördes en demokratisk lantdagsreform.

### Kampen 1908–1917
Det skulle snart visa sig att förryskningspolitiken inte avskrivits, endast uppskjutits. Det var knappast det finska motståndet i sig som hade tvingat ryssarna på defensiven utan motgångarna i det japanska kriget och den djupgående sociala och politiska kris som under åren 1904–1905 skakade och försvagade det ryska riket.
Ryssland vann styrka genom dumareformen som genomfördes. Det borgerliga liberala överskikt i det ryska samhället som nu fått del i makten var genomsyrat av nationalism och berett att till det yttersta hävda Rysslands stormaktsintressen. Regeringen kunde handla med större auktoritet än förut, eftersom den nu kunde stödja sig på den inflytelserika opinion som kom till uttryck i duman. Den alltmer överhängande risken för ett stormaktskrig gjorde att ryssarna allt mindre benägna att ta sentimentala hänsyn. Den 2 juni 1908 signerade tsaren ett dekret som föreskrev att Finlands angelägenheter måste underkastas det ryska ministerrådets granskning innan de föredrogs för tsaren. År 1909 utnämndes Franz Seyn till generalguvernör. År 1910 utfärdades en ny lag som på väsentliga punkter överensstämde med februarimanifestet 1899. Alla lagar av vikt för riket i dess helhet skulle stiftas av den ryska duman. I gengäld skulle finnarna få skicka några representanter dit. Finlands autonomi var de facto upphävd.
Nu kunde man alltså inte komma särskilt långt på det passiva motståndets väg heller. Gammalfinnarna lämnade senaten som besattes av samarbetsmän utan partipolitisk förankring. Därmed närmade man sig slutfasen i kampen för finsk autonomi. 
Första världskrigets utbrott och ännu mer de stora ryska nederlagen mot tyskarna skapade nya förutsättningar för Finlands frihetskamp. Samtidigt fortsatte tsarregimen att genom omdömeslösa politiska utspel driva över alltfler finnar på det aktiva motståndets linje. På senhösten 1914 offentliggjorde tsaren ett program som syftade till Finlands fullständiga russificering. Samtidigt förbereddes inom aktivistiska studentkretsar en väpnad motståndskamp med utländskt stöd, och för första gången fick de stöd av ansvariga politiker både på den borgerliga och den socialdemokratiska sidan. Den andra generationens aktivister hade vind i seglen. Förryskningspolitiken hade verkligen nått resultat: opinionsläget i Finland var totalt omkastat sedan Rysslands sista krig med europeiska stormakter: Krimkriget.
I mars 1917 ägde februarirevolutionen rum i Ryssland. Den provisoriska regering som efterträdde tsarregimen upphävde februarimanifestet och alla andra lagar som inskränkte Finlands autonomi. Lagligheten var återställd. En senat med parlamentarisk förankring utnämndes.